# Formato de archivo de audio

Ejemplo de icono de archivo en formato de audio.

Un formato de archivo de audio es un contenedor multimedia que guarda una grabación de audio (música, voces, etc...)

## Visión general
Lo que hace a un archivo distinto del otro son sus propiedades, cómo se almacenan los datos, sus capacidades de reproducción, y cómo puede utilizarse un archivo en un sistema de administración de archivos (etiquetado). 

### Funcionamiento
La manera general de almacenar audio digital es mostrando el voltaje de audio, que al reproducirlo, corresponde a un nivel de señal en un canal individual con una cierta resolución -el número de bits por muestreo en intervalos regulares (creando la frecuencia de muestreo). Estos datos después pueden ser almacenados sin comprimir o comprimidos para reducir el tamaño del formato.

### Tipos de formatos
Existen diferentes tipos de formato según la compresión del audio. Es importante saber distinguir entre formato de archivo y codec. El codec codifica y decodifica los datos del audio mientras estos datos son archivados con un formato de audio específico. La mayoría de los formatos de archivo de audio públicamente documentados pueden ser creados con uno de dos o más codificadores o codecs. Aunque la mayoría de formatos de archivo de audio solo soportan un tipo de datos (creado con un codec de audio), un contenedor de formato de multimedia como MKV o AVI puede soportar múltiples tipos de datos de audio y vídeo.
Hay tres grupos principales de formatos de archivo de audio:
- Formatos de audio sin comprimir, como WAV, AIFF o AU
- Formatos de audio comprimido.

```
    *  Formatos sin pérdida (formato de audio comprimido sin pérdida) como 
FLAC
, 
MPEG-4 SLS
, 
MPEG-4 ALS
, 
MPEG-4 DST
, 
WavPack
, 
Shorten
, 
TTA
, 
ATRAC
, 
Apple Lossless
 
       
WMA
 
     Lossless y ape 
Monkey's Audio

   * Formatos con pérdida (algoritmo de compresión con pérdida) como 
MP3
, 
Vorbis
, 
Musepack
, 
AAC
, 
WMA
 y 
Opus
```

#### Formatos de audio sin comprimir
Hay un formato principal sin comprimir, PCM, que normalmente esta archivado como .wav en windows y .aiff en MAC. WAV y AIFF son formatos flexibles creados para almacenar varias combinaciones de frecuencia de muestreo o tasa de bits, esto los hacen adecuados para archivar grabaciones originales. Existe otro tipo de archivo llamado CDA (audio CD Track) que es un archivo pequeño que sirve como acceso directo a parte de los datos de un CD.
El formato AIFF está basado en el formato IFF, mientras que el formato WAV está basado en el formato RIFF, que realmente son muy diferentes.
BWF (Broadcast  Format) es el formato de audio sin comprimir creado por la Unión Europea de Radiodifusión como sucesor a WAV y permite el almacenamiento de meta-datos en el archivo. Este formato es principalmente usado por muchos programas profesionales de edición de audio en las industrias de televisión y cine. Archivos BWF contienen una referencia de timestamp estandarizado que permite sincronizar fácilmente con un elemento de foto separado. Stand-alone, Grabadoras multi-pista de dispositivos de audio, Zaxcom, HHB USA, Fostex y Aaton utilizan BWF como su formato preferido. 

#### Formatos de audio comprimido sin pérdida (Lossless)
El formato sin pérdida requiere más tiempo de procesamiento que los formatos sin comprimir pero más eficiente en cuanto el espacio que ocupa. Formatos de audio sin comprimir codifican tanto audio como silencio con el mismo número de bits por unidad de tiempo. Codificar un minuto de silencio en un formato sin comprimir produce un archivo del mismo tamaño que codificar un archivo sin comprimir de un minuto de música de orquesta. Sin embargo en estos archivos la música ocupa un archivo ligeramente más pequeño y el silencio no ocupa casi nada.
Estos formatos de compresión proporcionan un ratio de compresión de más o menos 2:1. El desarrollo de estos formatos intenta reducir el tiempo de procesamiento manteniendo un buen ratio de compresión.

#### Formatos de audio comprimido con pérdida
En este sistema de codificación se comprimen los datos descartando partes de ello. El proceso intenta minimizar la cantidad de datos que mantiene el archivo reduciendo su peso y por lo tanto su calidad. Realmente solo pierde los canales no audibles al oído humano, de tal modo que conservan gran parte de su calidad.

## Visión detallada

### Formatos abiertos

#### GSM
Diseñado para el uso de telefonía en Europa. gsm es un formato muy práctico para voces de calidad teléfono. Es un buen compromiso entre calidad y tamaño. Los archivos de wav pueden ser codificados con GSM. Recomendado este formato para voz. Fíjese que los archivos wav pueden también ser codificados con el códec gsm.

#### Dct
Es un formato de códec variable diseñado para dictado. Tiene información de encabezado de dictado y puede cifrarse (a menudo necesario por las leyes de confidencialidad médica)

#### VOX
Este formato es comúnmente utilizado para el codec ADPCM Dialógico (Adaptive differential pulse code modulation). Similar a otros formatos ADCPM comprime a 4 bits. Los archivos vox son similares a archivos wav, salvo que no contienen información sobre el archivo, de modo que la frecuencia de muestreo y el número de canales debe ser especificado para reproducir un archivo vox.

#### SMAF
Es un formato de audio creado por Yamaha cor. utilizado en dispositivos móviles. La extensión de los archivos para este formato es .mmf.

### Formatos abiertos libres

#### Aiff
Audio Interchange File Format (AIFF) es un estándar de formato de audio usado para almacenar datos de sonido en computadoras personales. El formato fue codesarrollado por Apple Inc.

#### AU
El formato de archivo estándar utilizado por Sun, Unix y Java. El audio de archivos au puede ser PCM o comprimido con a-law o G.729.

#### Flac
flac (free lossless audio codec) es un códec de compresión sin pérdida. Puede imaginar la compresión sin pérdida como un archivo zip pero para audio. Si comprime un archivo PCM en flac y luego lo restaura otra vez, entonces va a tener una copia perfecta del original. (Todos los otros códecs tratados aquí son con pérdida, lo cual significa que se pierde una pequeña parte de la calidad). El costo de esta falta de pérdida es que la relación de compresión no es buena. Pero recomendamos flac para almacenamiento de archivos PCM donde la calidad es importante (p.ej. usarlo para la difusión o música).

#### Alac
Alac es el acrónimo de Apple Lossless Audio Codec. Es el códec favorito para las transmisiones de Apple Music. Las diferencias en cuanto a eficiencia o calidad de sonido respecto al formato Flac no son muy notables.

#### Ogg
Es un formato de archivo contenedor abierto y libre compatible con una variedad de códecs, el más popular de ellos es el códec de audio Vorbis. Los archivos Vorbis son generalmente comparados con los archivos MP3 en términos de calidad. Pero el simple hecho que los mp3 sean ampliamente admitidos, dificulta la recomendación de archivos ogg.

##### Vorbis
Códec de audio digital general con pérdidas, libre desarrollado por la Fundación Xiph.Org, que utiliza el formato de archivo de audio o contenedor.

##### Opus
Códec de audio digital con pérdidas, muy versátil, abierto y libre de patentes (Nueva licencia BSD), que utiliza el formato de archivo de audio o contenedor Ogg.

#### Mpc
Musepack o MPC ( anteriormente conocido como MPEGplus o MP+ ) es un formato código abierto, específicamente optimizado para la compresión transparente de audio estéreo a una velocidad de 160-180 bits/s.

#### RAW
Un archivo raw puede contener audio de cualquier codec aunque suele ser utilizado con datos de audio PCM. Suele ser utilizado solo en pruebas técnicas.

#### TTA
TTA (the true audio) un codec de audio sin pérdida en tiempo real. Sin compresión. PCA

### Formatos propietarios

#### mp3
El formato MPEG Layer-3 es el más popular para descargar y almacenar música. Mediante la eliminación de partes del archivo de audio que son esencialmente inaudibles, los archivos mp3 se comprimen aproximadamente a una décima parte del tamaño de un archivo PCM equivalente manteniendo una buena calidad de audio. 

#### AAC
AAC (Advanced Audio Coding) este formato está basado en MPEG2 y MPEG4. Los archivos acc suelen ser contenedores ADTs o ADIF.

#### mp4
mp4 o m4a, MPEG-4 audio más a menudo AAC pero a veces MP2/MP3, MPEG-4 SLS, CELP, HVXC y otros tipos de objetos de audio pueden ser definidos en MPEG-4 audio. Este tipo de archivos no necesita reproductor, el mismo archivo incorpora uno para ejecutarse. Los archivos ocupan un 30% menos que los MP3 (la compresión es de 16:1). Como dato interesante, las canciones en MP4 solo son distribuidas con previa autorización del artista. Los formatos que componen un MP4 estándar son: MP3, AAC y Apple Lossless (sonido), MPEG-4, MPEG-4 y MPEG (video), JPG y PNG (imagen) y XMT y BT (subtítulos).

#### Wma
(windows media audio) este formato fue creado por Microsoft y está diseñado con habilidades de gestión de derechos digitales para protegerlo de copia.

#### Wav
formato de archivo de audio estándar usado mayormente en equipos con Windows. Comúnmente usado para almacenar archivos sin comprimir (PCM), de sonido con calidad de CD, lo cual significa que pueden ser grandes en tamaño - alrededor de 10MB por minuto de música. Es poco conocido que los archivos wav pueden ser también codificados con una variedad de códecs para reducir el tamaño del archivo (por ejemplo los códecs GSM o mp3). Una lista de códecs comunes de archivos wave pueden ser encontrados aquí. Muestra de archivo .wav.

##### Atrac
atrac (.wav), El estilo antiguo de formato Sony ATRAC. Siempre contiene una extensión de formato.wav. Para abrir estos formatos hay que instalar unos drivers ATRAC3.

#### Ra & rm
Un formato RealAudio diseñado para el streaming de audio por Internet.

#### Ram
Un archivo de texto que contiene un enlace a una página web donde el archivo RealAudio está almacenado. Archivos ram no contienen audio.

#### Dss
dss (digital speech standard) Es un formato de propiedad de la corporación Olympus. Es relativamente viejo y su codec es mediocre.

#### Dvf
Un formato de Sony para archivos de voz comprimidos, normalmente utilizado en grabadoras de dictado.

#### IVS
Un formato desarrollado por 3D solar UK ltd., con gestión de derecho digital utilizado para descargar música de su tienda digital Tronme y en su reproductor interactivo de música y vídeo.

#### m4p
Una versión de ACC en mp4 desarrollada por Apple con gestión de derecho digital para la utilización de descargas de la tienda de Itunes.

#### Iklax
Es un formato de audio digital multi pista que permite varias acciones en datos musicales como arreglos de volumen y mezclas.audio

#### MIDI
Se trata de                           un protocolo de comunicación serial estándar que permite a los computadores y otros dispositivos musicales electrónicos comunicarse y compartir información para la generación de sonidos.